# Malpighia setosa
Malpighia setosa är en tvåhjärtbladig växtart som beskrevs av Spreng.. Malpighia setosa ingår i släktet Malpighia och familjen Malpighiaceae. Inga underarter finns listade i Catalogue of Life.